# Abraham von Graffenried (Politiker, 1533)

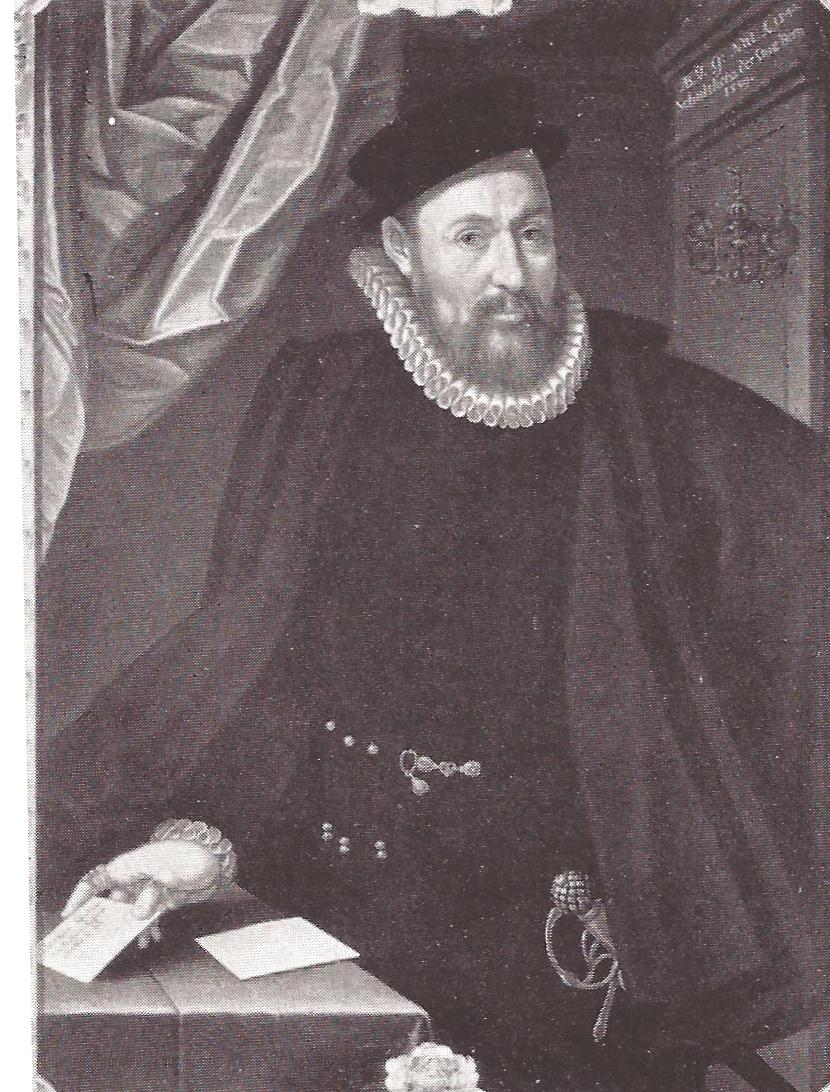
Abraham von Graffenried

Abraham von Graffenried (* 1533; † 29. Dezember 1601) war ein Schultheiss der Stadt Bern.
Abraham von Graffenried war 1562/63 Stubenmeister zu Pfistern, ab 1563 Mitglied des Grossen Rats, 1564 Vogt von Frienisberg, 1565 Grossweibel, 1566 Gubernator von Aigle, ab 1581 des Kleinen Rats, in den Jahren 1582 bis 1589 Venner zu Pfistern und ab 1590 Schultheiss von Bern.
Er heiratete 1561 in erster Ehe Elisabeth Ougspurger, in zweiter 1565 Barbara May, in dritter 1566 Barbara von Weingarten, in vierter 1586 Christina Frisching und in fünfter Ehe 1596 Ursula Löwensprung. 